# Orthotrichia crutwelli
Orthotrichia crutwelli is een schietmot uit de familie Hydroptilidae. De soort komt voor in het Australaziatisch gebied.